# Arthur Salter
James Arthur Salter, 1er baron Salter, (15 mars 1881 - 27 juin 1975) est un homme politique et universitaire britannique, qui joue un rôle mineur mais important dans les fondations du gouvernement paneuropéen.

## Jeunesse et éducation
Il est le fils aîné de James Edward Salter (1857–1937) de la compagnie de navigation de plaisance de Tamise Salters Steamers, et qui devient maire d'Oxford en 1909. Diplômé de l'Oxford City High School et du Brasenose College d'Oxford, où il est universitaire, il obtient un diplôme de premier cycle avec mention en Literae Humaniores en 1903.

## Carrière
Salter rejoint la fonction publique en 1904 et travaille dans le département des transports de l'Amirauté, sur l'assurance nationale et en tant que secrétaire privé, promu au grade de secrétaire adjoint en 1913. Au début de la guerre, il est rappelé à l'Amirauté et devient directeur de la réquisition des navires. Il est envoyé à Washington DC pour faire pression pour un programme américain de nouvelle construction.
En 1917/18, il est un collègue de Jean Monnet au comité d'affrètement du Conseil des transports maritimes alliés, et en 1919 nommé secrétaire du Conseil économique suprême à Paris. Salter travaille ensuite comme chef de la section économique et financière du secrétariat de la Société des Nations, et au secrétariat de la Ligue à Genève, où il travaille pour la stabilisation des monnaies de l'Autriche et de la Hongrie et la réinstallation des réfugiés en Grèce et en Bulgarie. Dans les années 1920, après avoir vu la Société des Nations échouer à cause des intérêts particuliers de chaque pays, Monnet et Salter ont travaillé ensemble pour élaborer des plans pour la création des "États-Unis d'Europe", dirigés par un gouvernement technocrate non élu.
Il revient à Londres en 1930 et travaille comme journaliste et auteur. En 1932, il préside une conférence sur le transport routier et ferroviaire chargée d'examiner les véritables coûts et avantages du transport, et dont les résultats sont connus sous le nom de rapport Salter. Il recommande de modifier la façon dont les routes publiques étaient financées pour tenir compte de la demande croissante de voitures et de fret routier, et pour garantir que la route et le rail étaient régulièrement réglementés et concurrençaient équitablement. Après quelques délibérations et après avoir reçu de nombreuses protestations d'entreprises ayant des intérêts routiers, le gouvernement introduit les licences de fret et le Fonds routier comme résultat direct, afin que les automobilistes couvrent complètement les coûts du réseau routier et les coûts associés dans toute l'économie.
En 1934, il est nommé professeur à la chaire Gladstone de théorie politique et des institutions à l'Université d'Oxford et membre de l'All Souls College d'Oxford. Il est député de l'Université d'Oxford de 1937 à 1950.
Au début de la guerre en 1939, il reprend son rôle dans le transport maritime, étant nommé secrétaire parlementaire du ministère des Transports.
À l'été 1940, il travaille à nouveau avec Jean Monnet sur une proposition d'unification politique de la Grande-Bretagne et de la France en tant que bastion contre le nazisme. Bien que le document ait été rejeté, il ravive la possibilité d'un gouvernement paneuropéen. Plus tard, Salter dirige la mission maritime britannique à Washington de 1941 à 1943, où il est de nouveau entré en contact avec Monnet, et ils ont travaillé pour intéresser le président Roosevelt au «projet européen». Ces graines continueront à porter leurs fruits, car en 1948, les Américains établiraient et financeraient les fondations d'un gouvernement paneuropéen.
Il est nommé conseiller privé en 1941. En 1944, il est nommé directeur général adjoint de l'Administration des Nations Unies pour les secours et la réhabilitation. Il est Chancelier du duché de Lancastre dans le Gouvernement Churchill II (mai-juillet 1945).
Il est élu député conservateur d'Ormskirk de 1951 à 1953, et est ministre d'État aux Affaires économiques au Trésor et ministre des Matériaux en 1952. Rab Butler, le chancelier de l'Échiquier, affirme que Churchill appelait Salter "le plus grand économiste depuis Jésus-Christ" . Le biographe de Butler, Anthony Howard, écrit que Salter n'est "jamais plus qu'un mineur, et parfois visible, irritant pour le nouveau chancelier" . Butler l'a appelé " Micawber Salter" en raison de son opposition à la proposition de Butler de laisser flotter la livre (" Opération ROBOT ").
Au milieu des années 1950, il est invité par Nouri al-Saïd à être l'un des membres externes du Conseil de développement du gouvernement irakien; tout en travaillant avec ce conseil, il produit ce que l'on a appelé le "rapport Salter" sur le développement industriel de l'économie irakienne. Il est élevé à la pairie en tant que baron Salter, de Kidlington dans le comté d'Oxford, le 16 octobre 1953. Il reçoit de nombreuses distinctions honorifiques au cours de sa carrière, ayant été nommé pour la première fois compagnon du bain en 1918, chevalier commandant du bain en 1922 et GBE en 1944. Sa pairie s'est éteinte à sa mort en 1975, à l'âge de 94 ans.